# 北美金縷梅
北美金縷梅（学名：Hamamelis virginiana），又名維吉尼亞金縷梅，是金縷梅屬的一種落葉灌木。原產於北美洲東部，由加拿大的新斯科舍省向西至美國的明尼蘇達州，向南至佛羅里達州中部與德克薩斯州東部。

## 形態
北美金縷梅是一種落葉大灌木，莖幹由植株基部長出，枝條密生，植株高度可以生長至六公尺高，極少數個體有時可以長至十公尺左右。樹皮淺褐色，表面平滑，樹皮鱗狀裂，剝落時呈鱗片狀，內皮紅紫色。新生的小枝條剛開始時生有短柔毛，隨後變成平滑無毛，此時枝條表面呈淡橙褐色，且枝條上面散生著一些白色小點，最後枝條變為暗褐色或紅褐色。葉芽銳尖，先端稍微彎曲呈鐮刀形，表面生有細軟毛，葉芽淺褐色。葉闊橢圓形，葉長3.7-16.7公分，葉寬2.5-13公分，葉子基部為偏斜形，基部兩側不對稱，葉子尖端銳尖形或圓形，葉緣具波狀齒或淺圓裂，葉柄短而粗壯，長0.6-1.5公分，葉主脈粗且有毛，由主脈分出側脈，側脈有六至七對。嫩葉在葉芽內時為包旋狀旋卷，成熟的葉，葉面為暗綠色，葉背的顏色則較葉面淡，秋天時葉色會轉變為黃色，葉面上有紅褐色斑點。托葉披針形，銳尖，在葉子展開後，托葉會很快就脫落。花淡黃色至亮黃色，稀為橙色或紅色，有四片絲帶形的花瓣，花瓣長1-2公分，雄蕊短，四枚，開花期由秋季中期一直持續到晚秋。花萼深裂，四片，外表多毛，裏面為橙褐色，花萼為宿萼，著生在子房基部。果實為木質的蒴果，長1-1.4公分，果實在授粉後一年才成熟，果實成熟時會由頂端爆裂開來，彈射出兩粒亮黑色的種子，種子可以彈開到離母樹十公尺以上的地方。北美金縷梅與其近緣種春金縷梅（Hamamelis vernalis）很像，兩者可以由開花期來區別，北美金縷梅的花期在秋季中期至晚期，而春金縷梅的花期在冬季中期至早春。

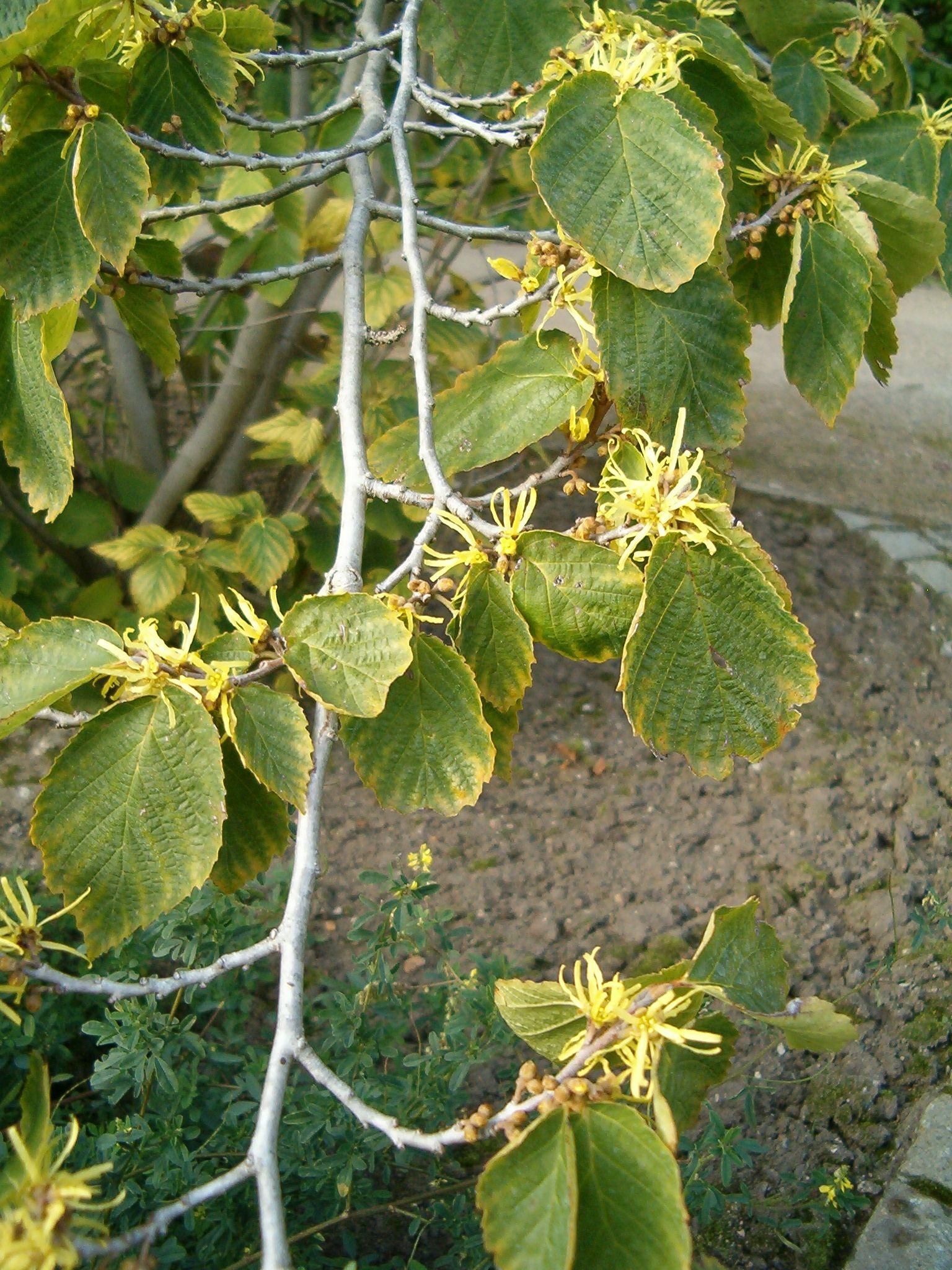
葉子與花
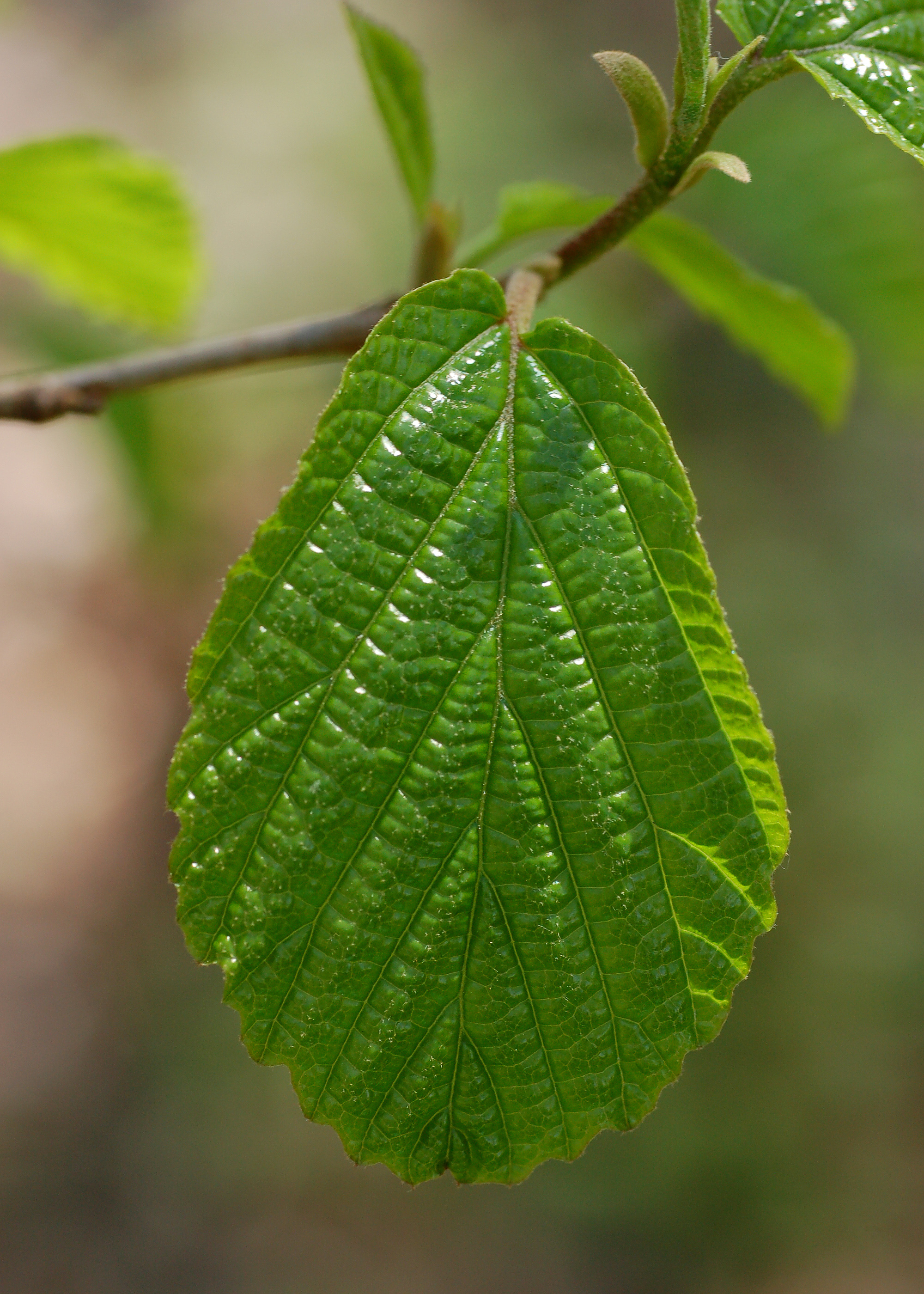
葉子近距離特寫
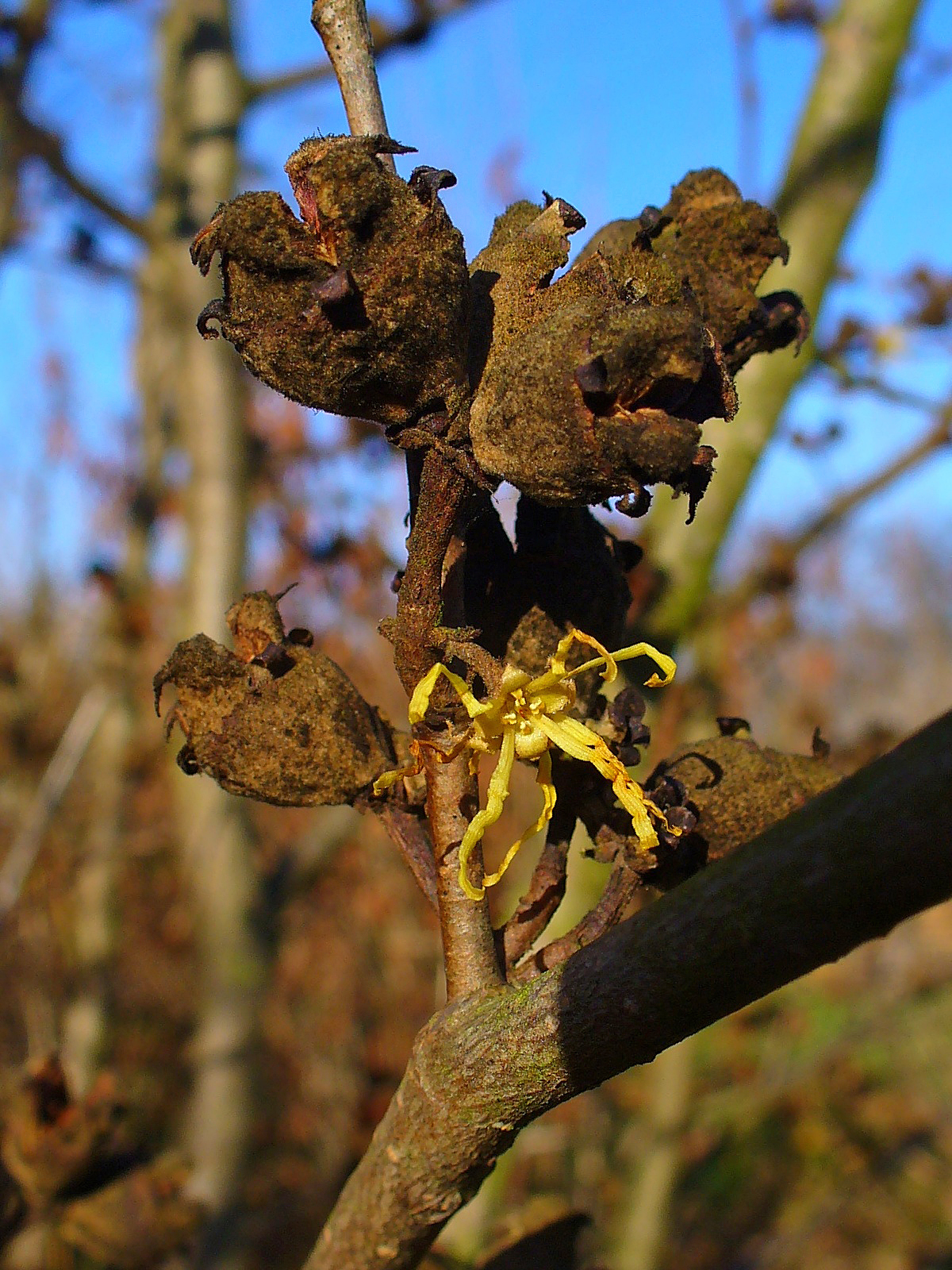
花與果實
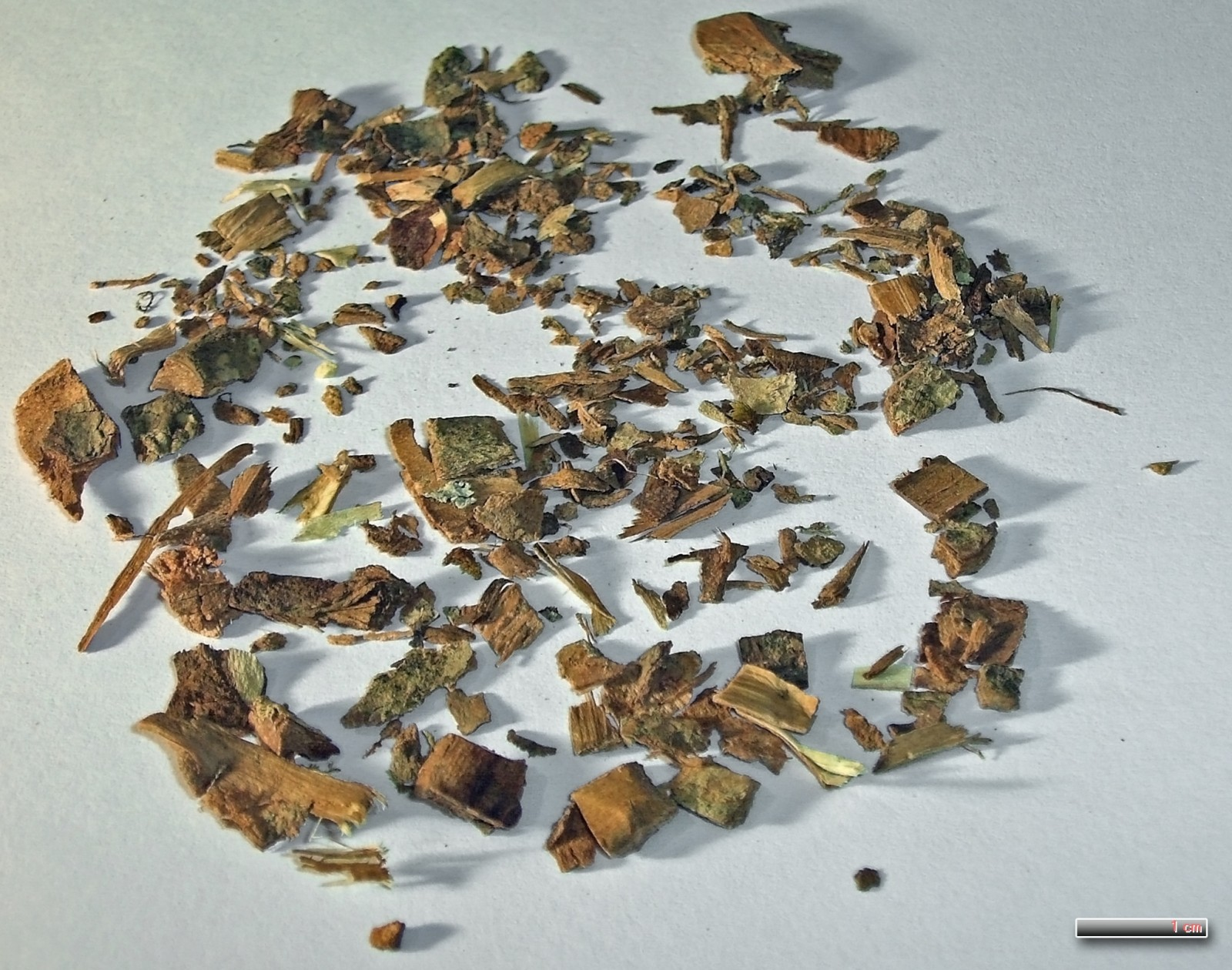
乾燥樹皮

## 用途
北美金縷梅的叉狀樹枝被認為是做探測棒（占卜棒）的極佳材料。樹皮的萃取液具有收斂的效果，被添加在化妝品內做收斂劑使用，聯合利華公司生產的旁氏保養品系列產品就含有這種成份。美洲的原住民會用樹皮與樹葉來治療皮膚發炎。木材淡紅褐色，邊材近白色，材質細緻，木材重且硬度高，密度為0.68。
枝條、葉子及樹皮的萃取物可以做藥用，主要用來治療痤瘡、瘀傷和腫脹。萃取物的主要成分包括有單寧酸、沒食子酸、兒茶素、原花青素、類黃酮素（山奈酚、槲皮素）、精油（香芹酚、丁香酚、己烯醇）、膽鹼及皂素。
蒸餾出來的花露水（hydrosol）可以用來保養皮膚，它是一種很強的抗氧化劑及收斂劑，用來治療青春痘時非常有效。它也被推薦用來治療乾癬、濕疹、皮膚裂傷或起水泡、蚊蟲叮咬、靜脈曲張和痔瘡等病症，對於皮膚割傷、擦傷及曬傷也有療效。
市場上販賣的「金縷梅萃取液」及其他含有金縷梅的產品，其所使用的材料「金縷梅」，主要來源是北美金縷梅，而不是中國原產的金縷梅（Hamamelis mollis）。